# 红斑羚
红斑羚（学名：Naemorhedus baileyi），属于牛科斑羚属，是一种小型的偶蹄目动物，主要分布于中国、印度和缅甸，包括西藏亚种和缅甸亚种。自然栖息地为亚热带和热带的干燥森林或低地草原地区，由于栖息地的破坏，数量日益减少，面临绝种的威胁，是中国国家一级保护动物。